# Фудзімото Каня
Каня Фудзімото (яп. 藤本寛也, нар. 1 липня 1999, Яманасі) — японський футболіст, півзахисник клубу «Жил Вісенте».

## Клубна кар'єра
Народився 1 липня 1999 року в місті Яманасі. Вихованець футбольної школи клубу «Токіо Верді». Дорослу футбольну кар'єру розпочав 2018 року в основній команді того ж клубу, кольори якої захищав до 2022 року.
На правах оренди у травні 2020 перейшов до португальського клубу «Жил Вісенте». Влітку 2022 року підписав повноцінний контракт. 16 серпня 2024 відзначився хет-триком у матчі проти новачка ліги АВС.

## Виступи за збірні
У складі юнацької збірної Японії взяв участь у юнацькому (U-16) кубку Азії у 2014 році.
2018 року у складі збірної Японії до 19 років Фудзімото взяв участь в юнацькому (U-19) кубку Азії в Індонезії. На турнірі він допоміг своїй команді здобути бронзові медалі турніру. Цей результат дозволив команді до 20 років кваліфікуватись на молодіжний чемпіонат світу 2019 року у Польщі, куди поїхав і Каня.